# جامعة غوتينغن

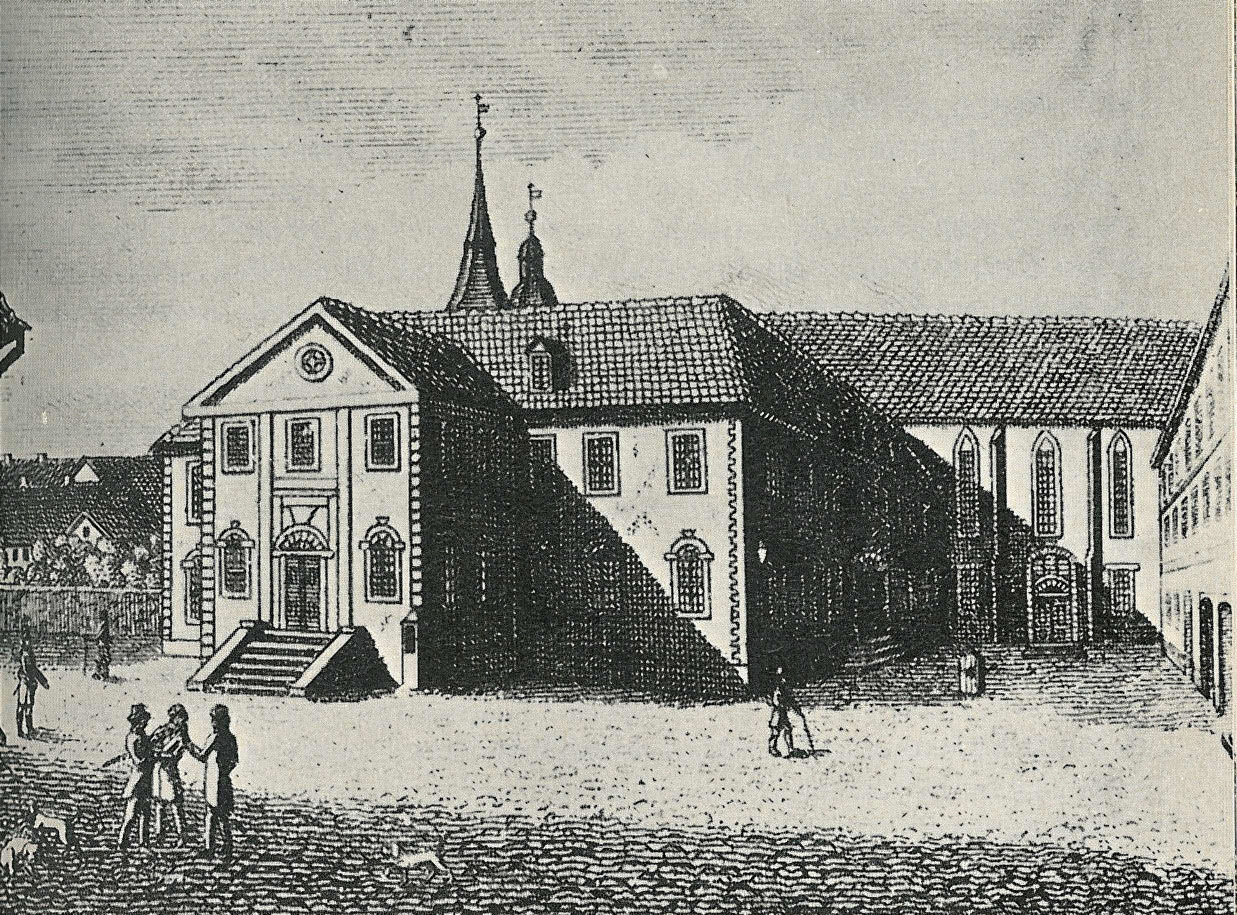
مباني الجامعة القديمة ومكتبتها كما كانت عليه سنة 1815

جامعة غوتينغن، وتعرف رسميًا باسم جامعة جورج أوغست في غوتنغن (بالألمانية: Georg-August-Universität Göttingen)‏، كما تعرف بشكل غير رسمي باسم جورجيا أوغستا، هي جامعة ألمانية مقرها مدينة غوتينغن.
أنشأها سنة 1734 جورج الثاني ملك بريطانيا العظمى والأمير الناخب لهانوفر آنذاك، وبدأت الدراسة بها سنة 1737، وسرعان ما نمت الجامعة في الحجم والشهرة، حتى أصبحت غوتنغن من بين المدن التي تلقب بمدن الجامعات، إذ يشكل طلبة الجامعة نسبة كبيرة من عدد سكان المدينة.
تعد جامعة غوتنغن واحدة من الجامعات المرموقة في ألمانيا والعالم، إذ عمل ودرس بها 45 من الفائزين بجائزة نوبل في مختلف فروعها. والجامعة احتلت المرتبة الأولى في ألمانيا والتاسعة أوروبياً والرتبة الثالثة والأربعين على مستوى العالم وفقاً لتصنيف التايمز لجامعات العالم سنة 2010، كما احتلت الرتبة الرابعة في ألمانيا والثلاثين أوروبياً والثالثة والتسعين عالمياً في التصنيف الأكاديمي لجامعات العالم في نفس العام.
جامعة غوتنغن هي واحدة من أرقى الجامعات في ألمانيا والعالم. اكتسبت الجامعة شهرتها في ألمانيا وجميع أنحاء العالم من خلال 45 فائز بجائزة نوبل في مختلف المجالات. لذلك، تم تسمية غوتنغن ب «مدينة العلم». بوصفها عضوا في مجموعة كويمبرا، فإنها تتمتع بشهرة دولية كبيرة. كما ان الجامعة تحافظ على صلات قوية مع معاهد الأبحاث الرئيسية في غوتنغن كمعهد ماكس بلانك وجوتفريد فيلهلم لايبنتز. مع ما يقرب من 4.5 مليون مجلد، فإن مكتبة جامعة غوتنغن تعدّ بين كبريات المكتبات في ألمانيا.
من أشهر الشخصيات التي درست وعملت في جامعة جورج أغسطس غوتينغن هم: المصرفي الأمريكي جي بي مورغان، وخبير الزلازل بينو غوتنبرغ، وعالم الغدد الصماء هاكارو هاشيموتو، الذي درس هناك قبل الحرب العالمية الأولى، بالاضافه للعديد من الحائزين على جائزة نوبل مثل ألبرت أينشتاين، ماكس بلانك، روبرت كوخ وفيرنر هايزنبيرغ.

## التاريخ
تم بنائها عام 1737 في عهد الأمير الناخب جورج الثاني أغسطس، أمير هانوفر وملك بريطانيا العظمى في الوقت نفسه.

## التقاليد المتبعه

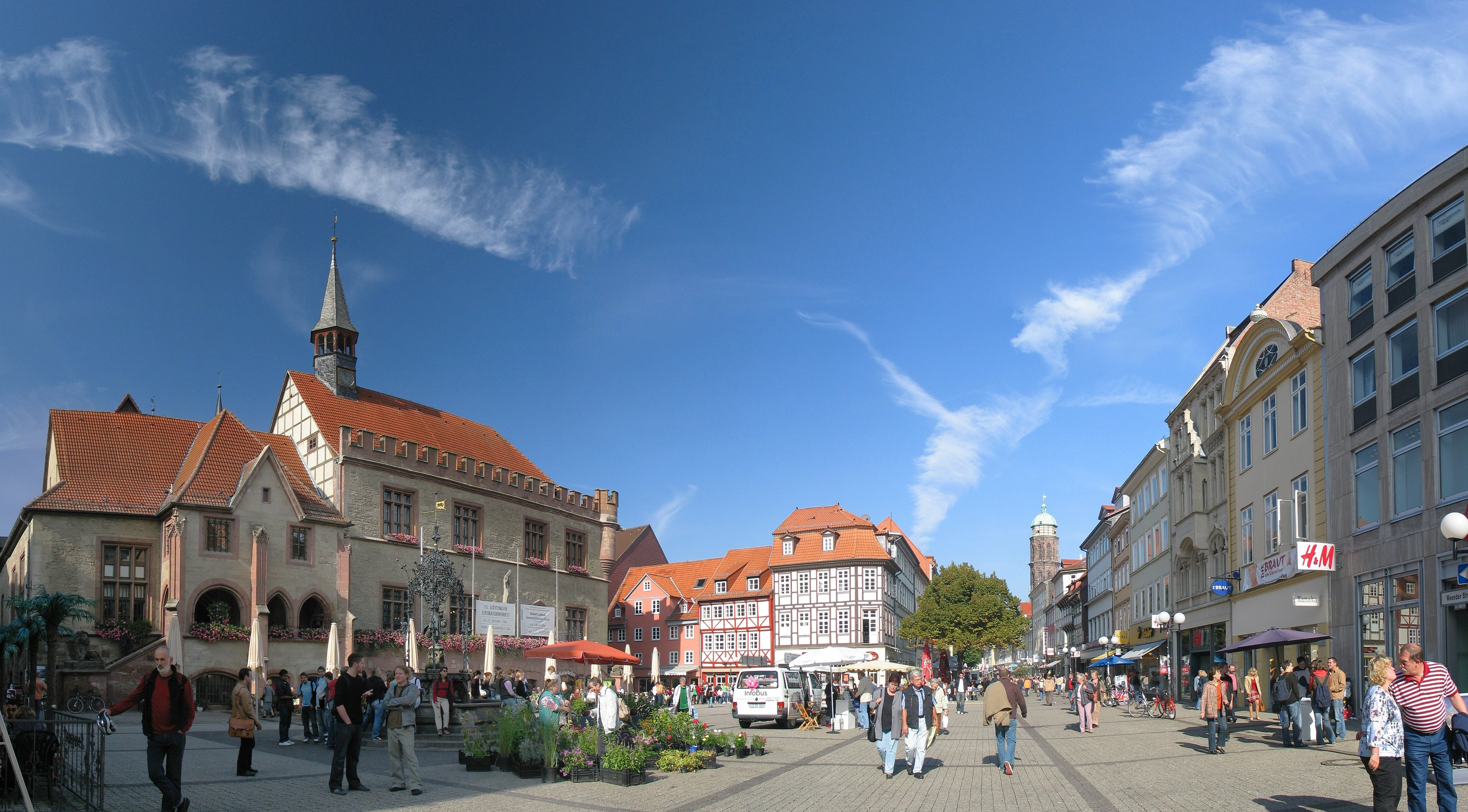
سوق غوتنغن الذي يضم قاعة المدينة القديمة ونافورة غاينسيليسيل ومنطقة المشاة

تضم مدينة غوتينغن نافورة جنزليزل التي تمثل شعار المدينة، وهي على شكل فتاة تحمل إوز. التمثال بني على نمط الفن الحديث «نوفو أرت» و هو موجود أمام مبنى البلدية القديم. التمثال عبارة عن فتاة فقيرة تقوم على حماية إوزها. هذه الفتاه يحبها كل طلبة الدكتوراة ويقبلونها عقب حصولهم على اللقب، حيث يقوم طلبة الدكتوراة - كما جرت العادة - بعد اجتيازهم للاختبار بطبع قبلة على خدها واعطائها الزهور. الأمر الذي جعلها، كما يقال، أكثر فتاة تم تقبيلها في العالم.

## رجال ونساء الجامعة

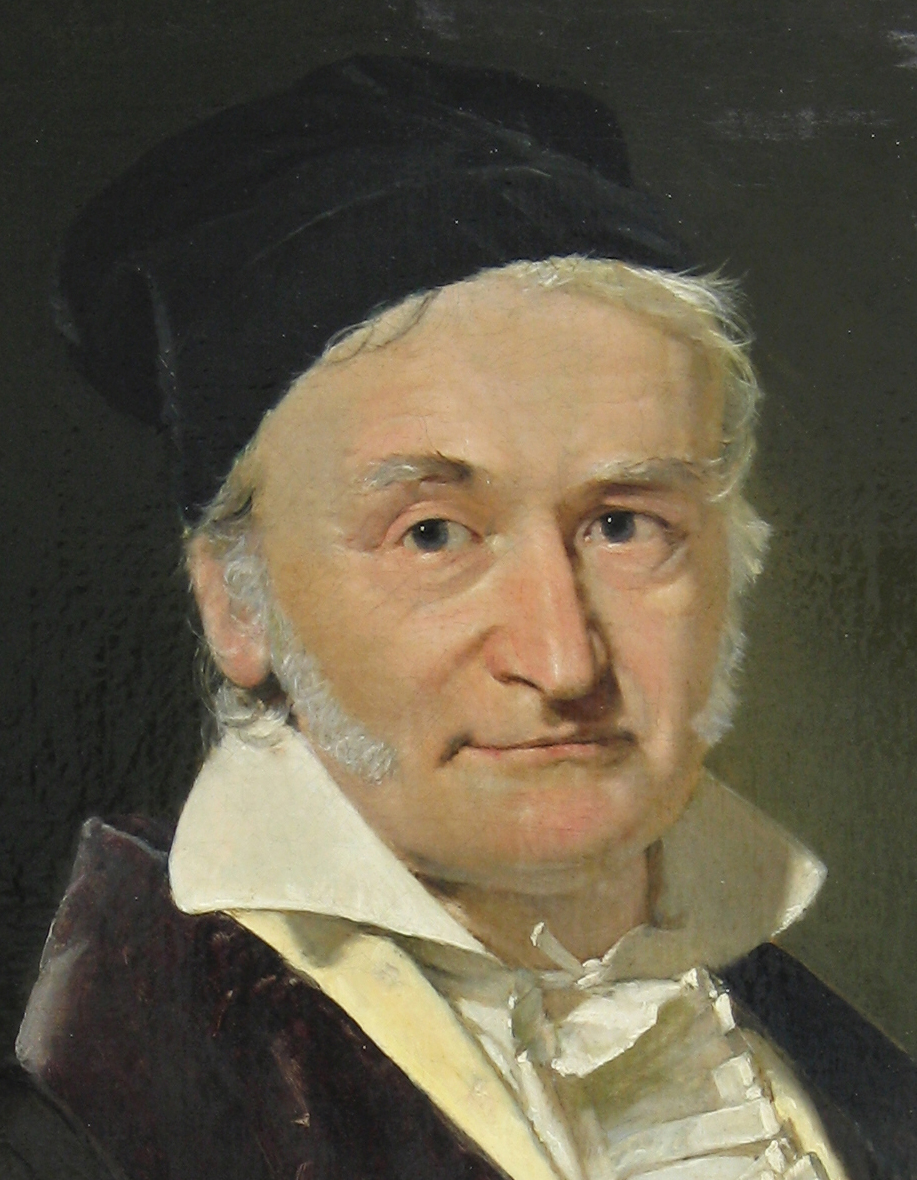
كارل فريدريش غاوس، عالم رياضيات
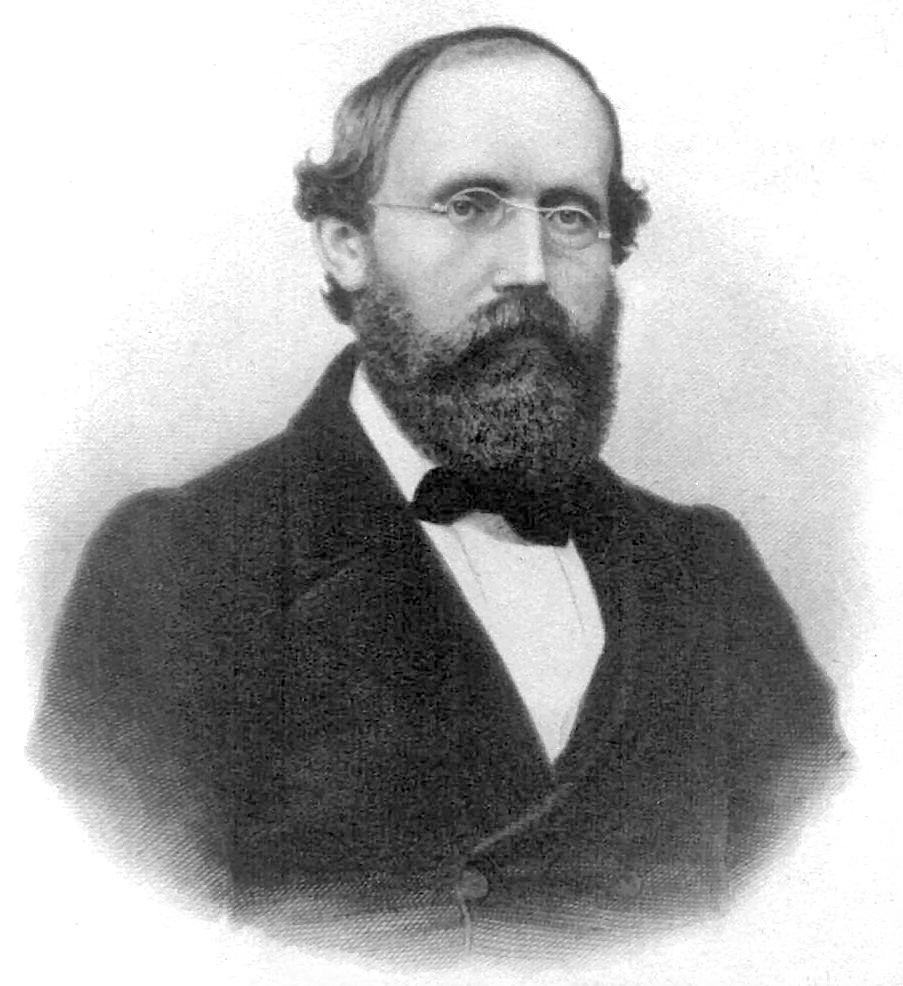
برنارد ريمان، عالم رياضيات
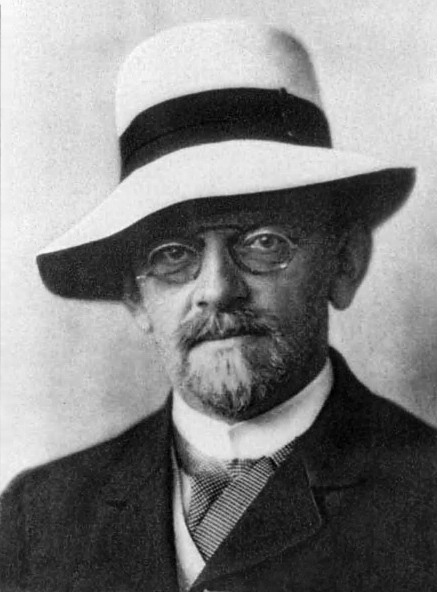
ديفيد هيلبرت، عالم رياضيات
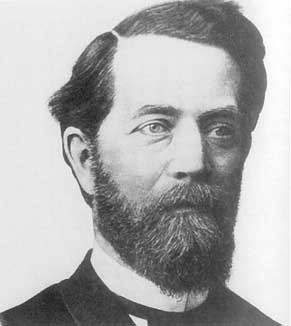
فيليكس كلاين، عالم رياضيات
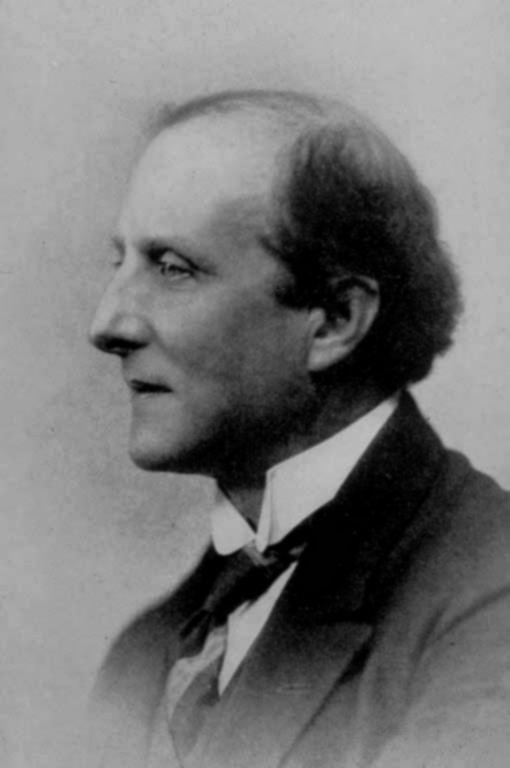
كانستانتين كاراتيودوري، عالم رياضيات
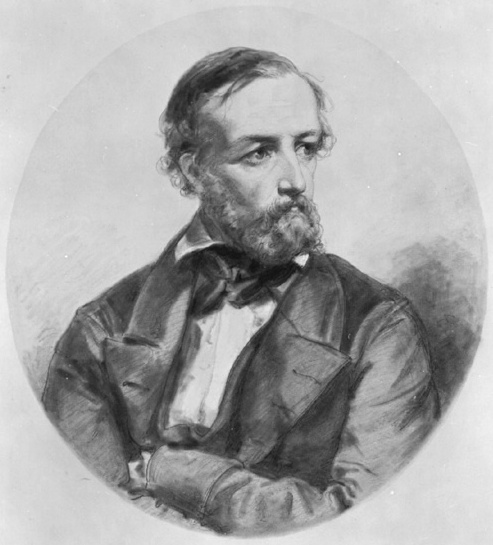
يوهان بيتر غوستاف لوجون دركليه، عالم رياضيات
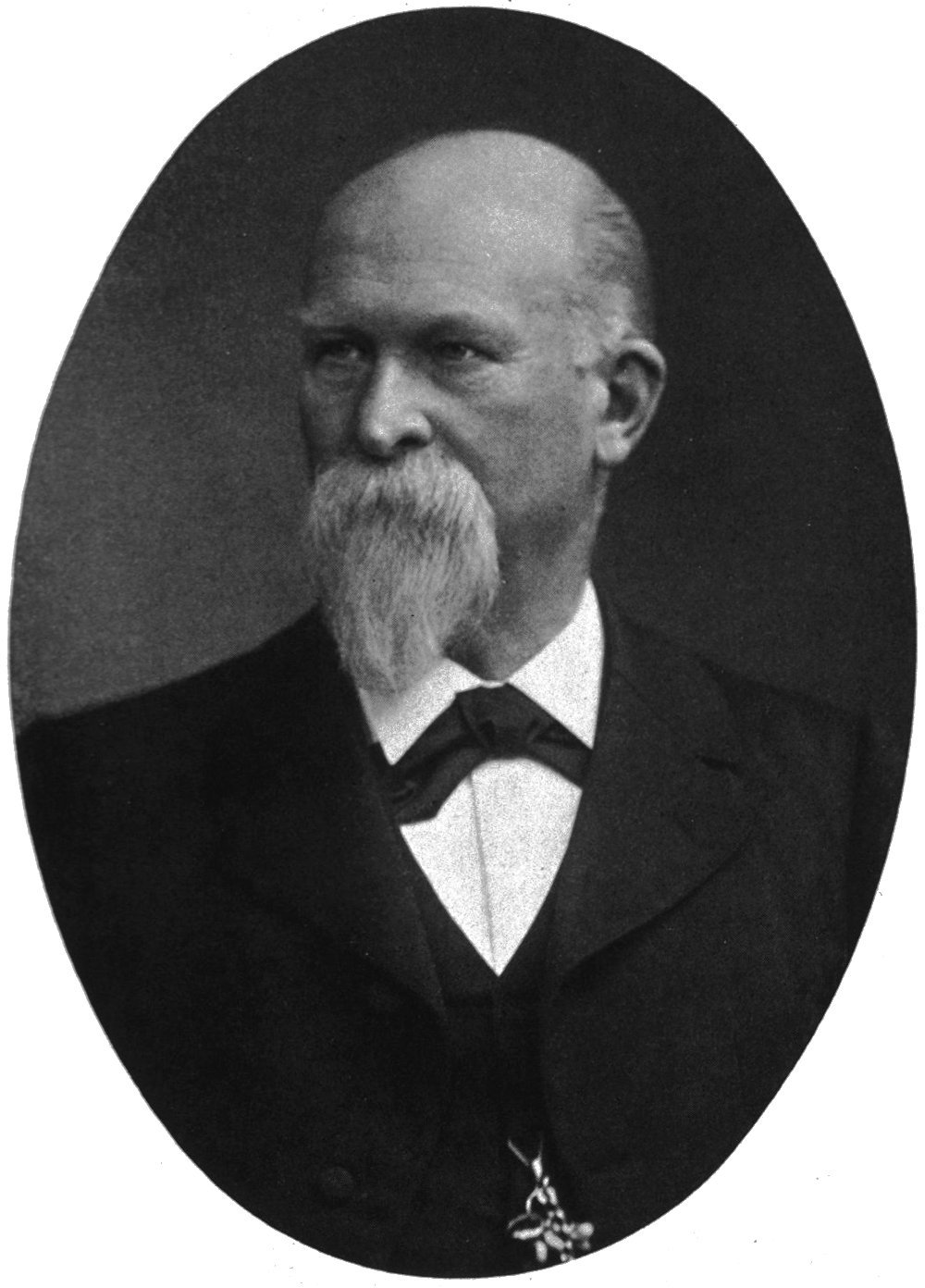
فرانتس كونيغ، جرّاح
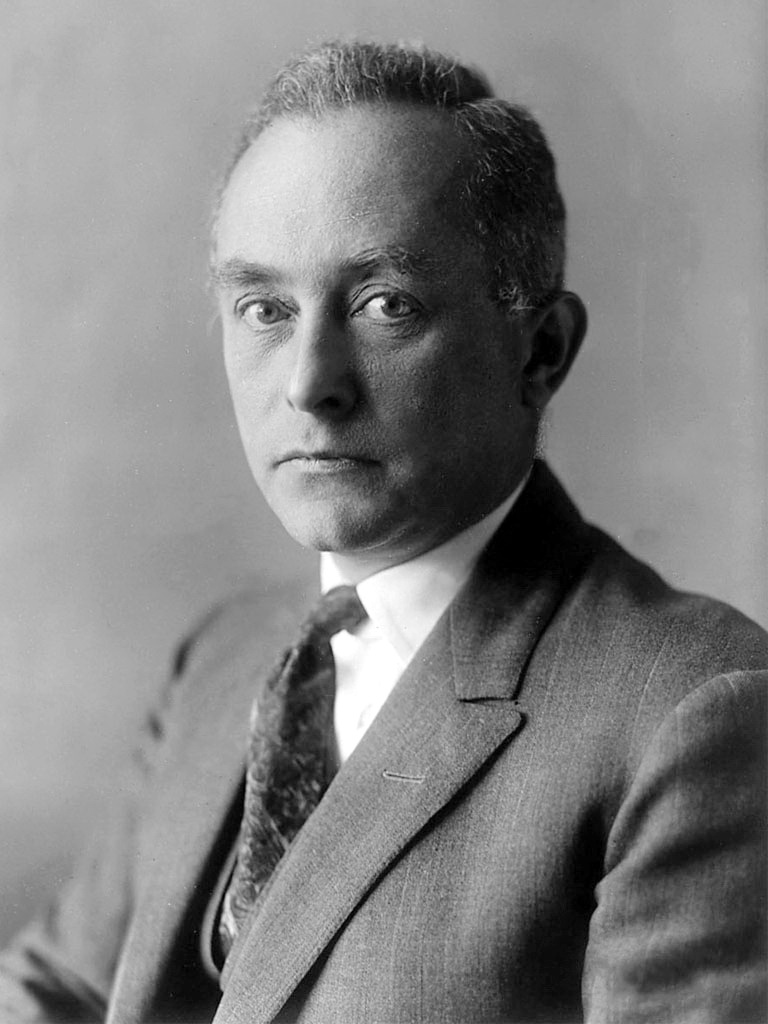
ماكس بورن، عالم فيزياء
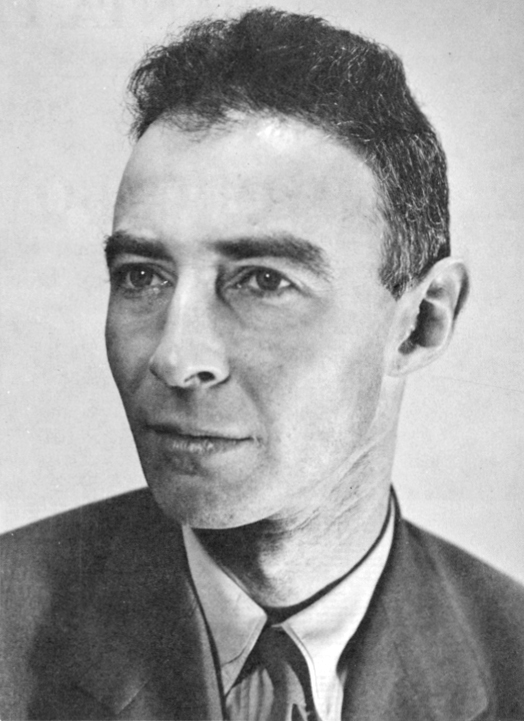
روبرت أوبنهايمر، عالم فيزياء
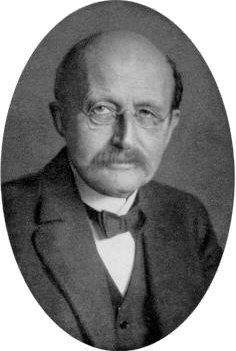
ماكس بلانك، عالم فيزياء
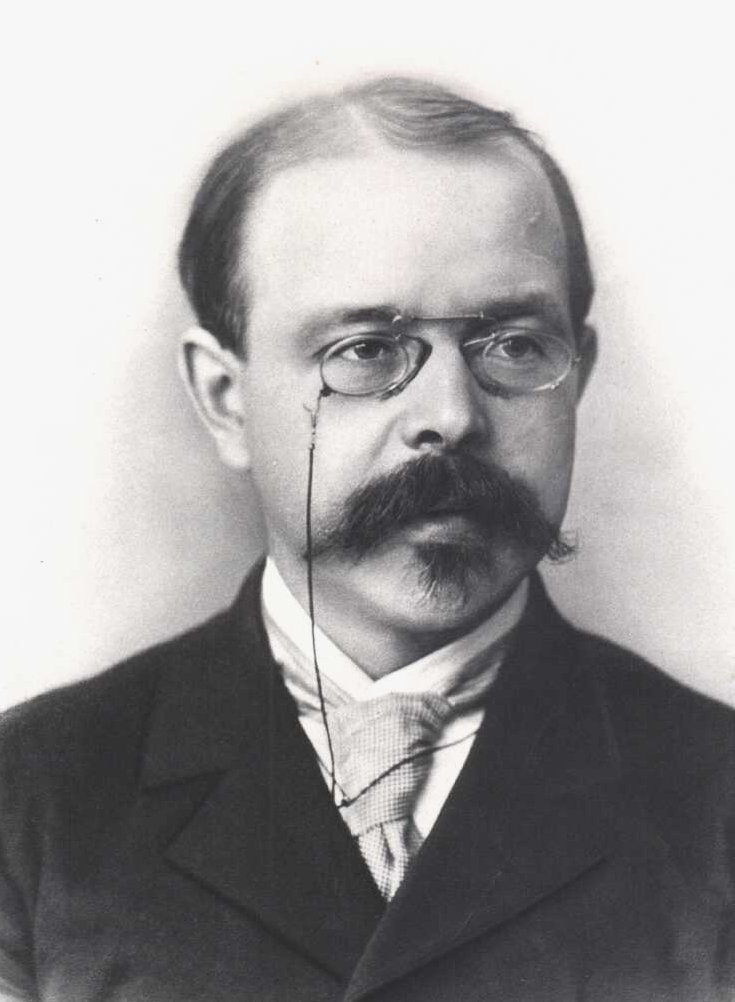
فالتر نيرنست، عالم كيمياء
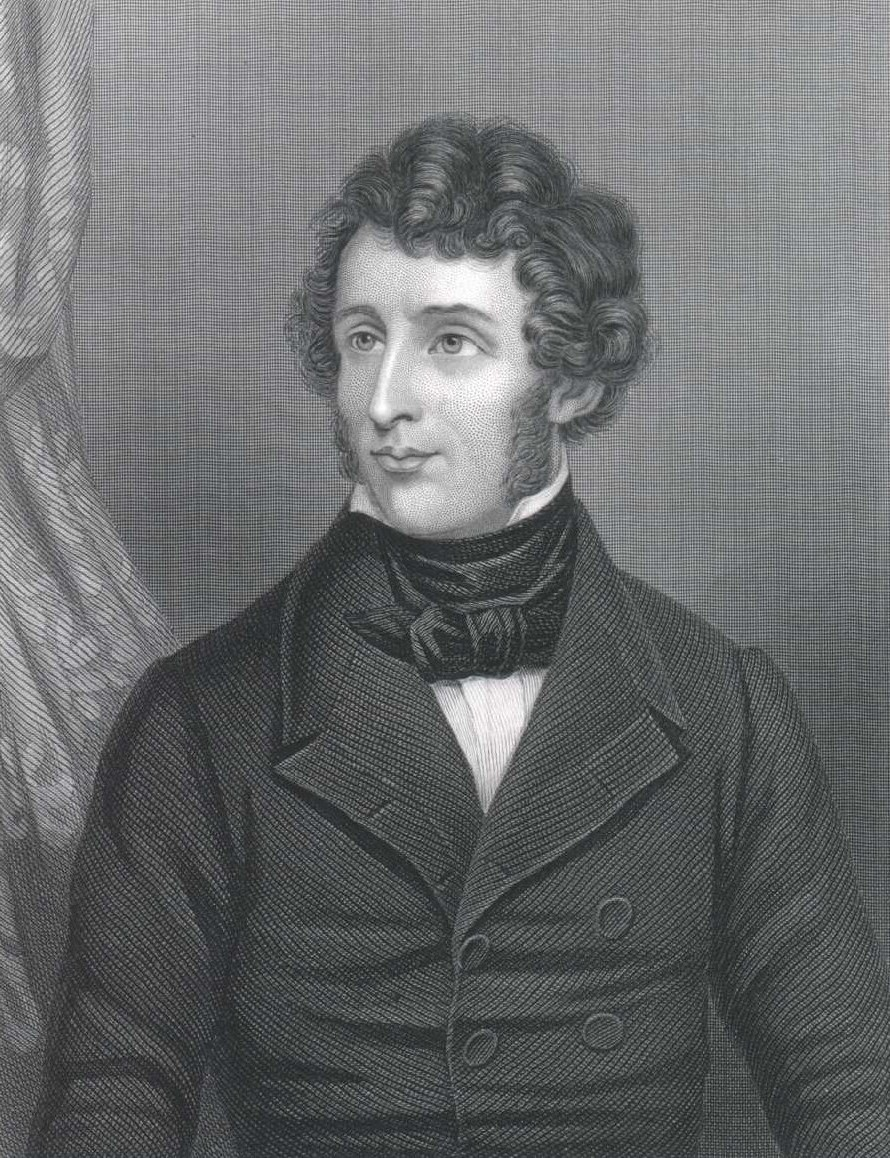
فريدرش فولر، عالم كيمياء
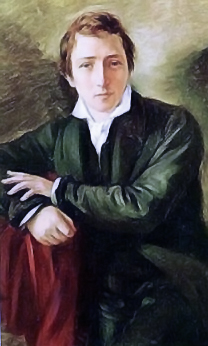
هاينرش هاينه, شاعر
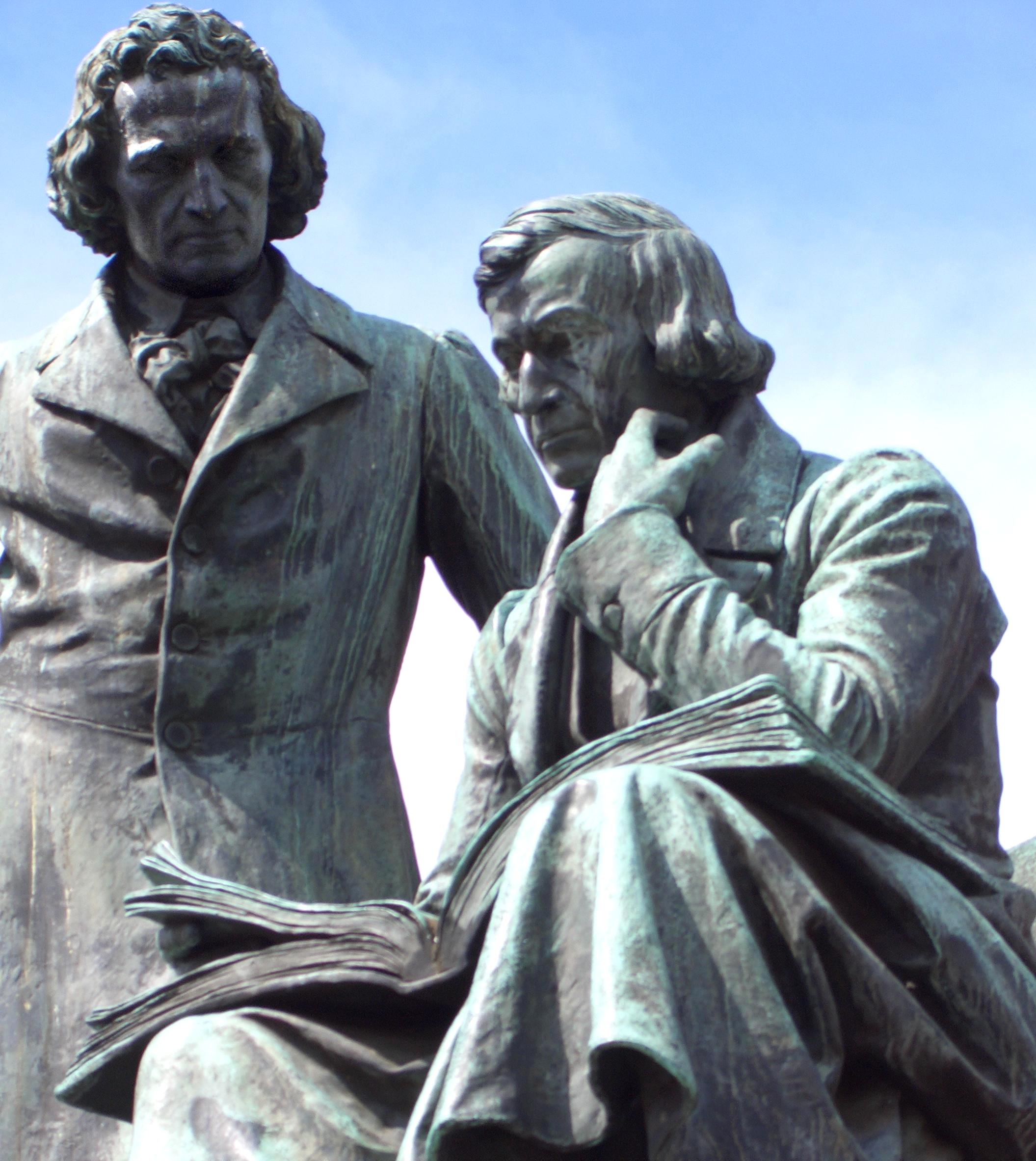
الأخوان غريم, كاتبان
آرثر شوبنهاور, فيلسوف
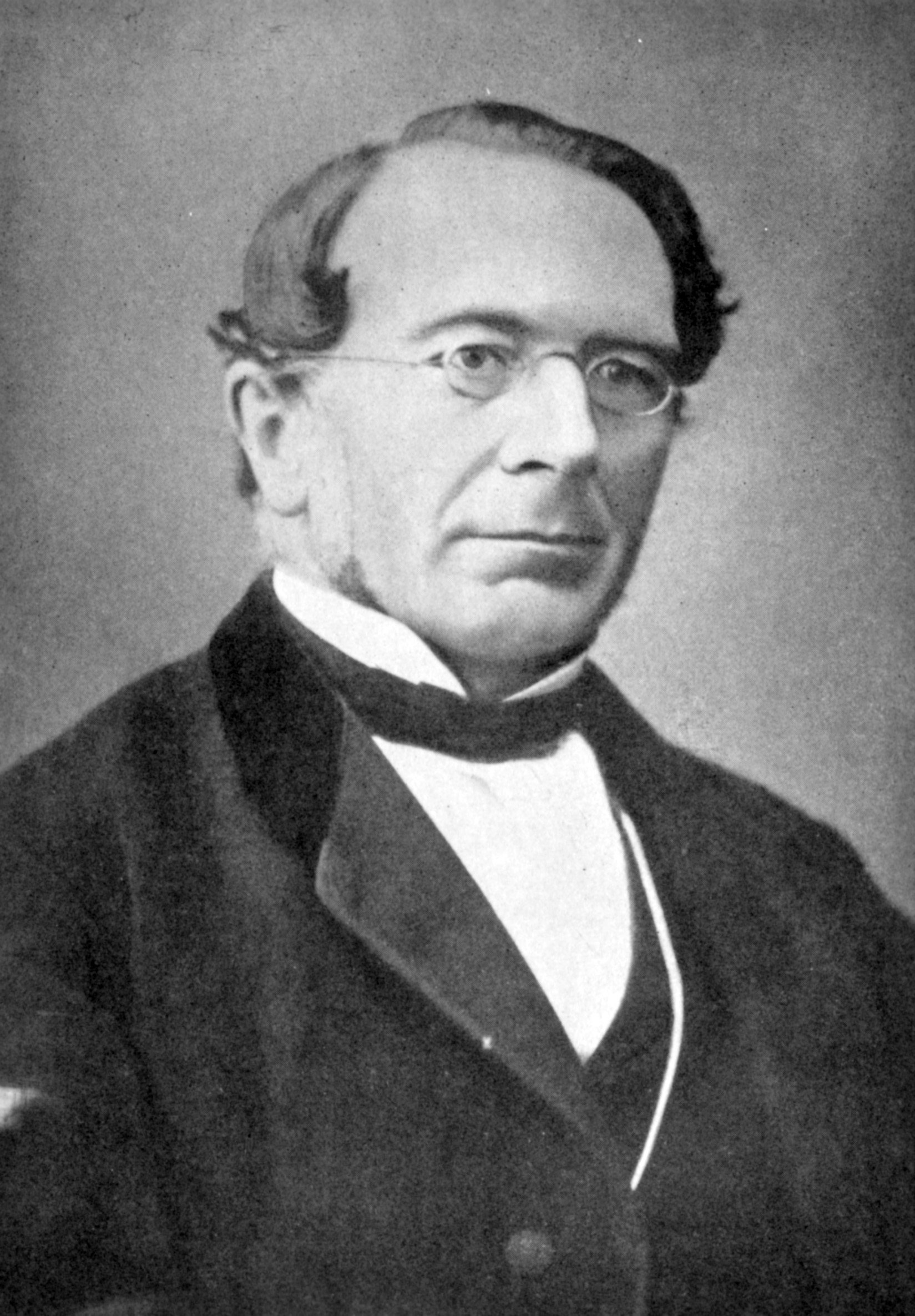
رودولف فون ييرينغ, رجل قانون
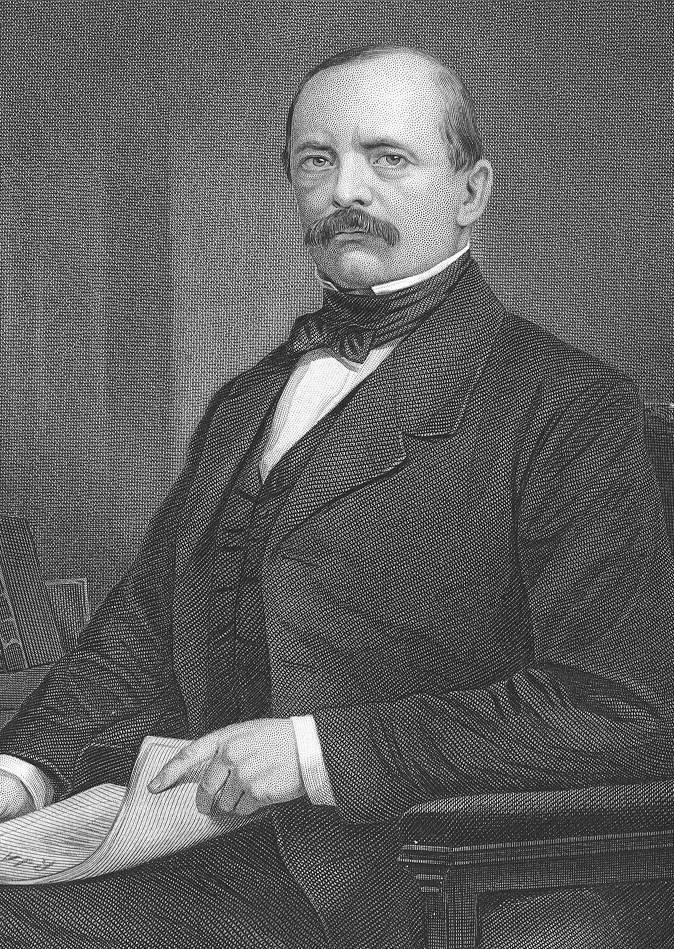
أوتو فون بسمارك, المستشار الحديدي للـالإمبراطورية الألمانية الثانية
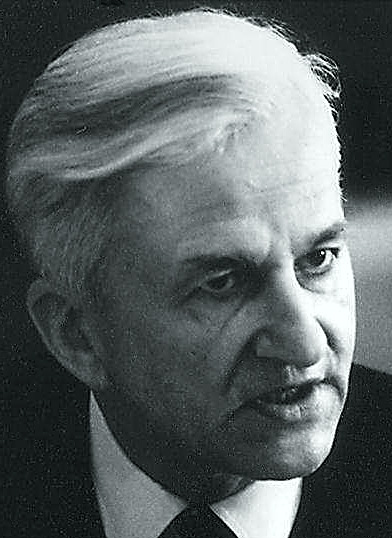
ريتشارد فون فايتسكر, رئيس ألمانيا الأسبق
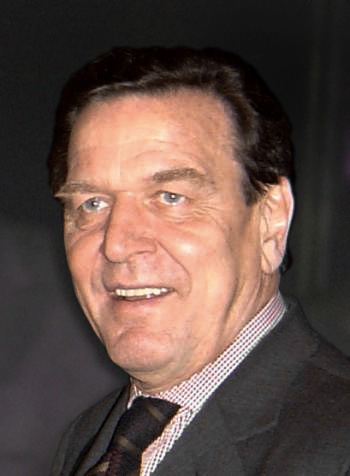
غيرهارد شرودر,مستشار ألمانيا الأسبق
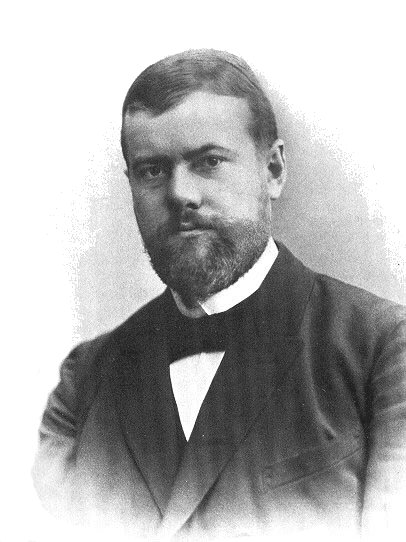
ماكس فيبر, عالم اجتماع
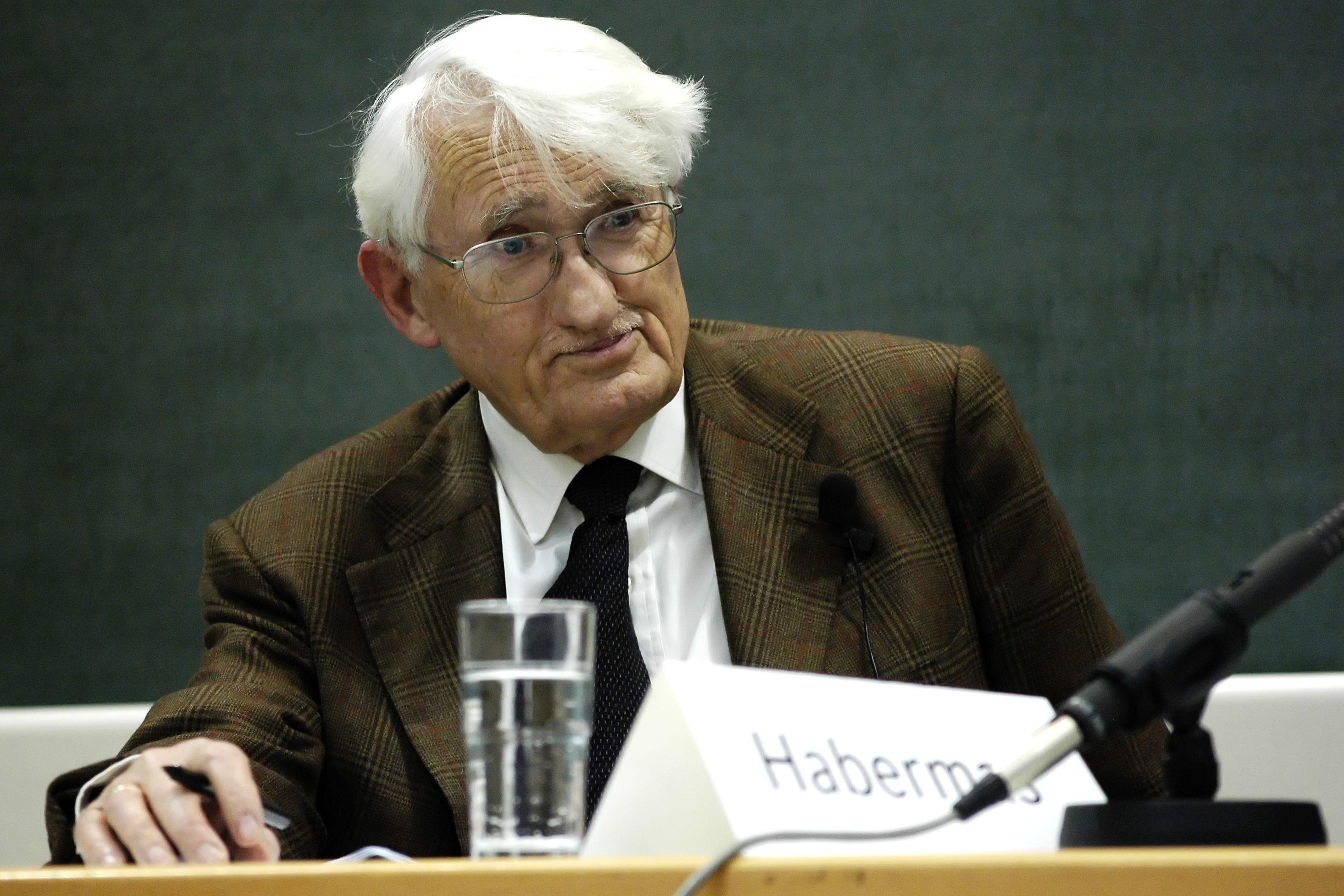
يورغن هابرماس, عالم اجتماع
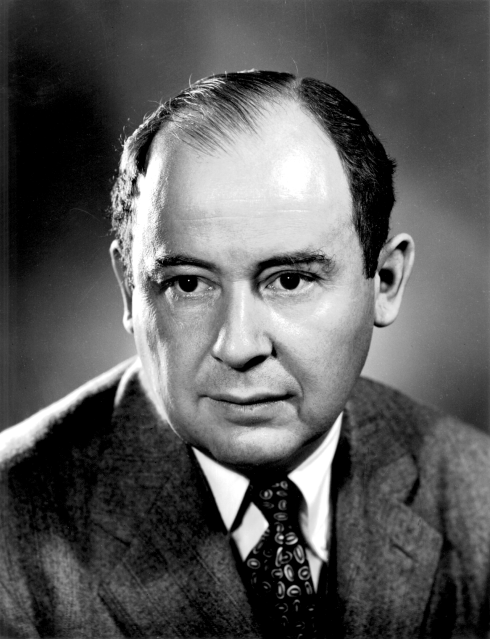
جون فون نيومان, عالم رياضيات
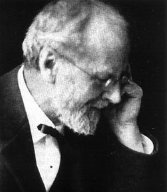
غوتليب بوركهارت, طبيب نفسي
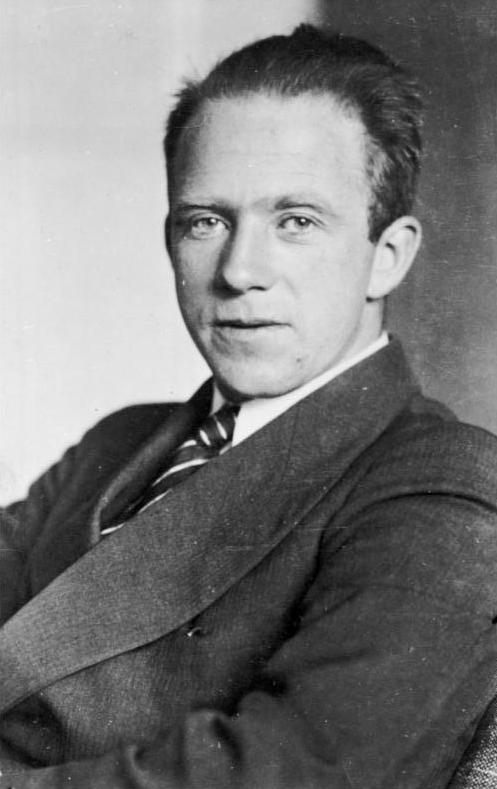
فيرنر هايزنبيرغ, عالم فيزياء
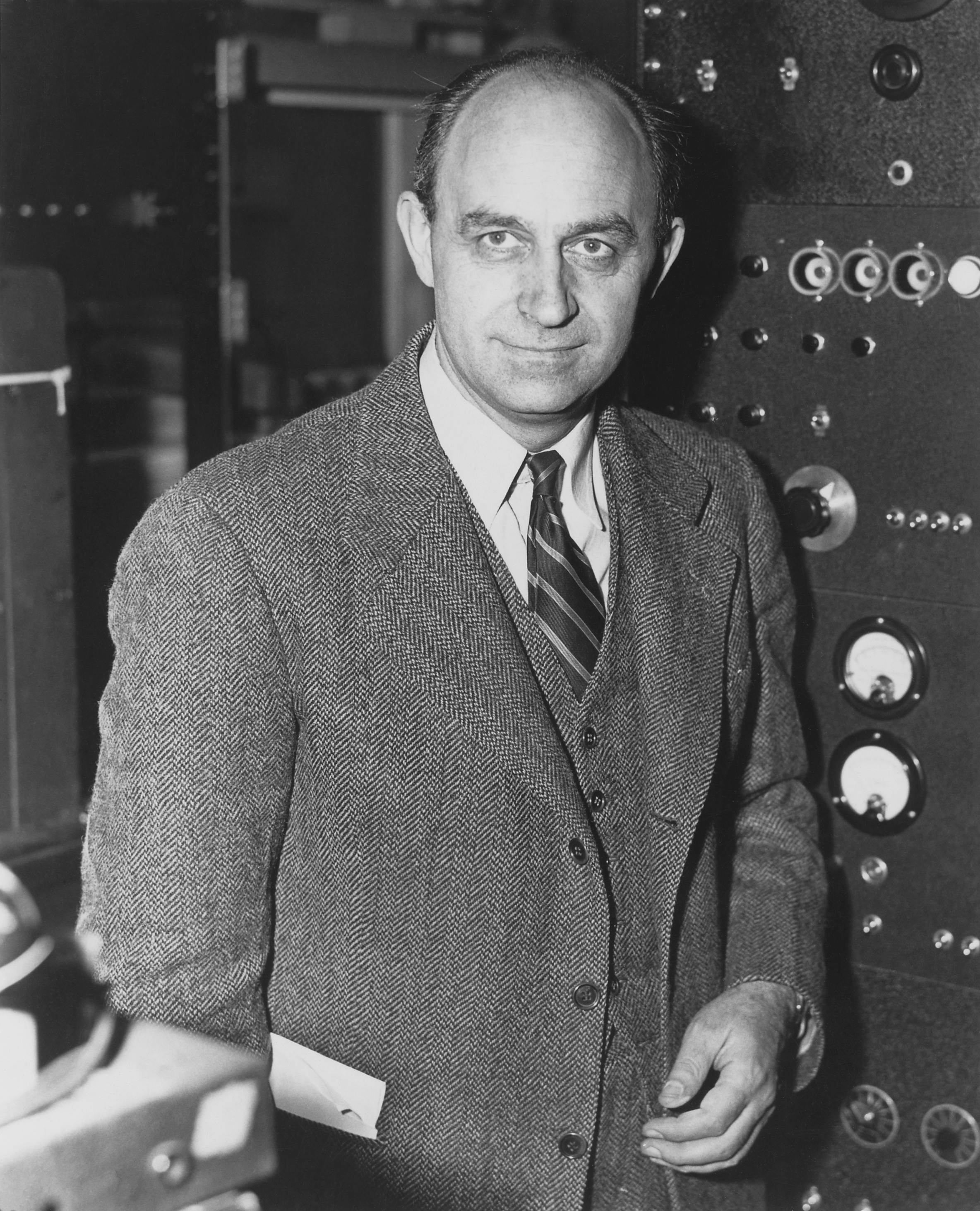
إنريكو فيرمي, عالم فيزياء
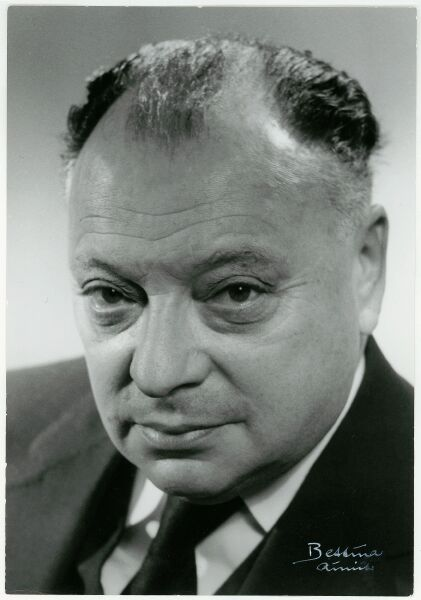
فولفغانغ باولي, عالم فيزياء
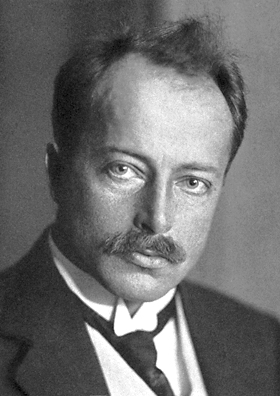
ماكس فون لاوي. عالم فيزياء